# Hajra iridescens
Hajra iridescens är en insektsart som beskrevs av Irena Dworakowska 1981. Hajra iridescens ingår i släktet Hajra och familjen dvärgstritar. Inga underarter finns listade i Catalogue of Life.